# Micranthus tubulosus
Micranthus tubulosus là một loài thực vật có hoa trong họ Diên vĩ. Loài này được (Burm.f.) N.E.Br. miêu tả khoa học đầu tiên năm 1929.